# Église Saint-Jean-Baptiste de Nijni Novgorod
L'église Saint-Jean-Baptiste (en russe: Церковь Рождества Иоанна Предтечи, église de la Nativité-de-Saint-Jean-Baptiste) est une église orthodoxe de Nijni Novgorod en Russie. Elle se trouve en contrebas du kremlin, rue de la Nativité. C'est de son cimetière, pendant le Temps des Troubles, qu'a été prononcée la proclamation du héros national Kouzma Minine, incitant le peuple à lutter contre l'occupation polonaise de Moscou. Comptant parmi les plus anciennes églises de la ville, l'édifice a donné son nom à l'une des tours du kremlin. Elle est dédiée à la Nativité de Jean le Baptiste.

## Histoire et description

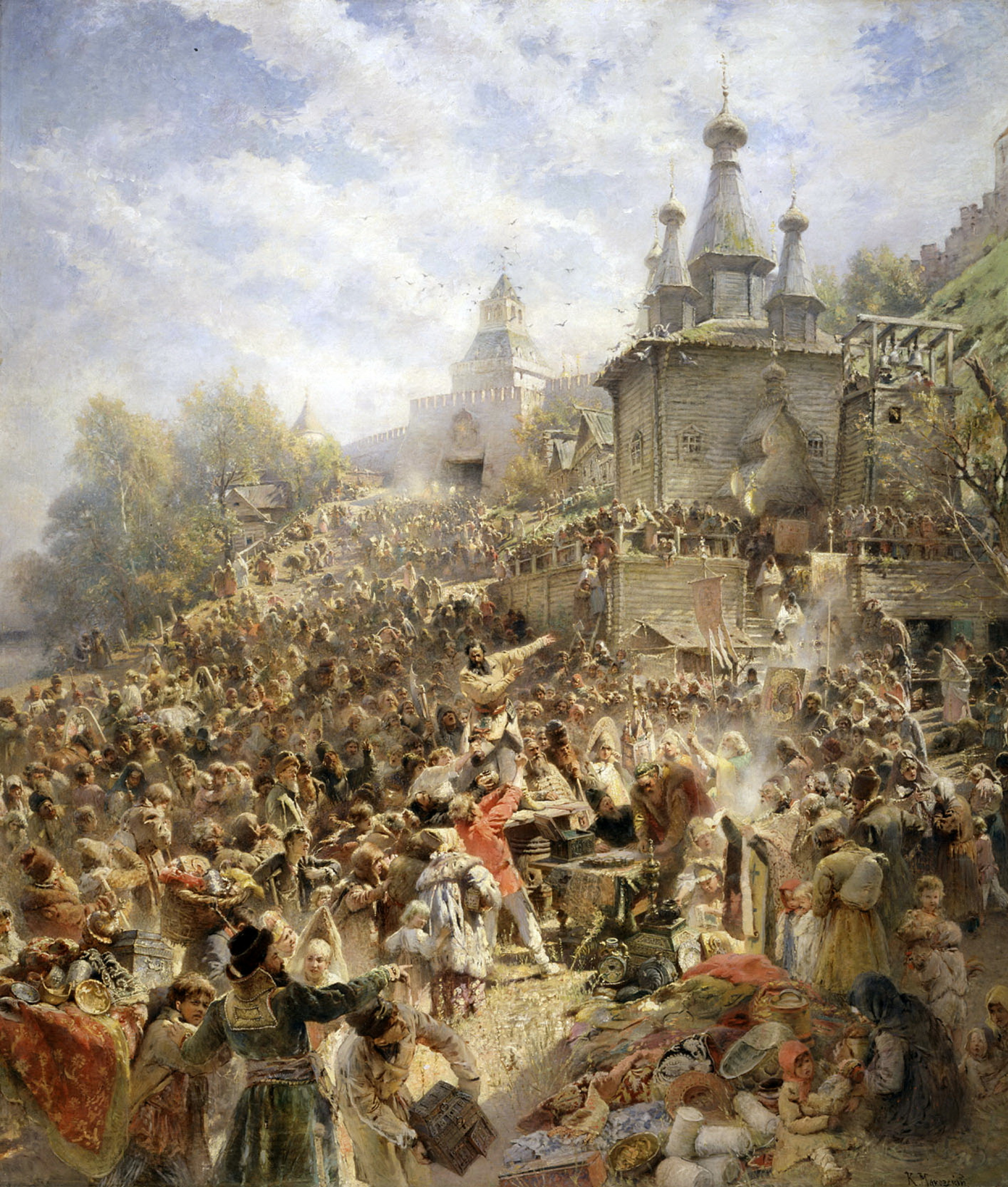
L'Appel de Minine, par Constantin Makovski.

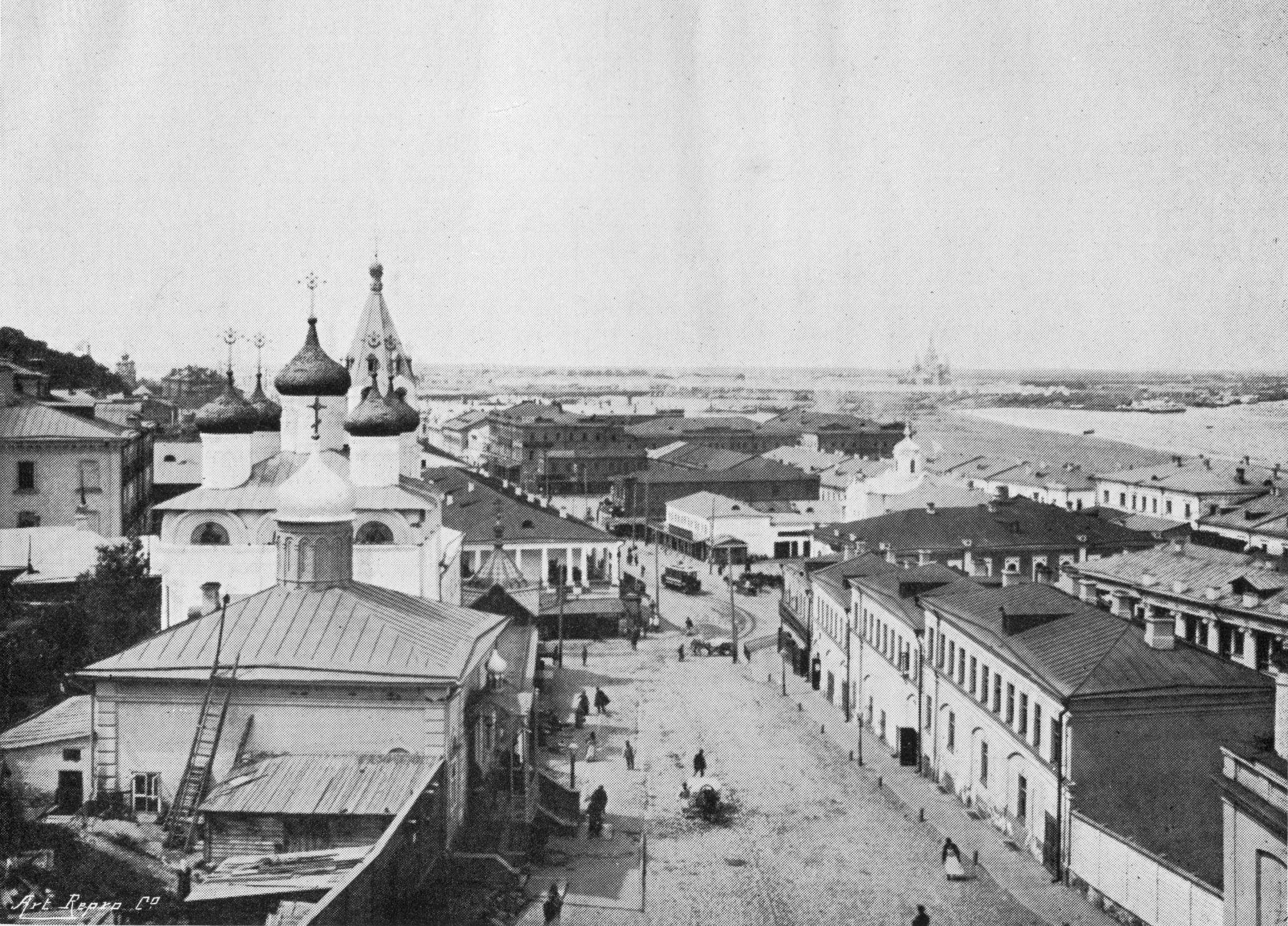
L'église Saint-Jean-Baptiste en 1890.

Les premiers témoignagnes écrits de cette église remontent au XVe siècle. La construction originelle est en bois comme presque toutes les églises de la ville. Au début du XVIIe siècle, une église-réfectoire lui est adjointe, ainsi que le cimetière duquel Kouzma Minine proclame en 1611 le soulèvement populaire contre les Polonais. Cet événement a été peint par Constantin Makovski, Mikhaïl Peskov, Alexeï Kivchenko et d'autres.
En 1676, le marchand Gavriil Drachnikov finance la reconstruction de l'édifice en pierre, après avoir obtenu la bénédiction du métropolite Philarète. Le marchand meurt en 1679 et elle est terminée à l'initiative de son frère Lavrenti en 1683. Les transformations urbaines entre 1834 et 1839 altèrent le système de drainage causant un érosion progressive des fondations de l'église. Une intervention est nécessaire pour mettre l'édifice en sécurité par Ivan Efimov et Georg Kiesewetter.
Une chapelle latérale est construite en 1855, dédiée à saint Alexandre Nevski et le clocher est reconstruit en 1870. L'église est restaurée entre 1881 et 1885. L'église est fermée par les autorités communistes en 1937 qui y installent une école de motocyclistes.
L'église est rendue à l'éparchie (diocèse) de Nijni Novgorod et Arzamas au début des années 1990. Le culte régulier y est rétabli en 1994. L'église est de nouveau restaurée en 2004. L'église est de nouveau consacrée le 4 novembre 2005 par le patriarche de Moscou, Alexis II. Le même jour, anniversaire de la naissance de la milice populaire de Kouzma Minine, un monument est inauguré sur la place devant l'église, dédié à Kouzma Minine et au prince Dmitri Pojarski. Il s'agit d'une copie du monument qui se trouve sur la Place Rouge de Moscou. Elle est sculptée par Ivan Martos. L'église possède une icône représentant Notre-Dame de Kazan, offerte par le patriarche Alexis II, ainsi qu'une relique de saint Jean-Baptiste.

## Galerie

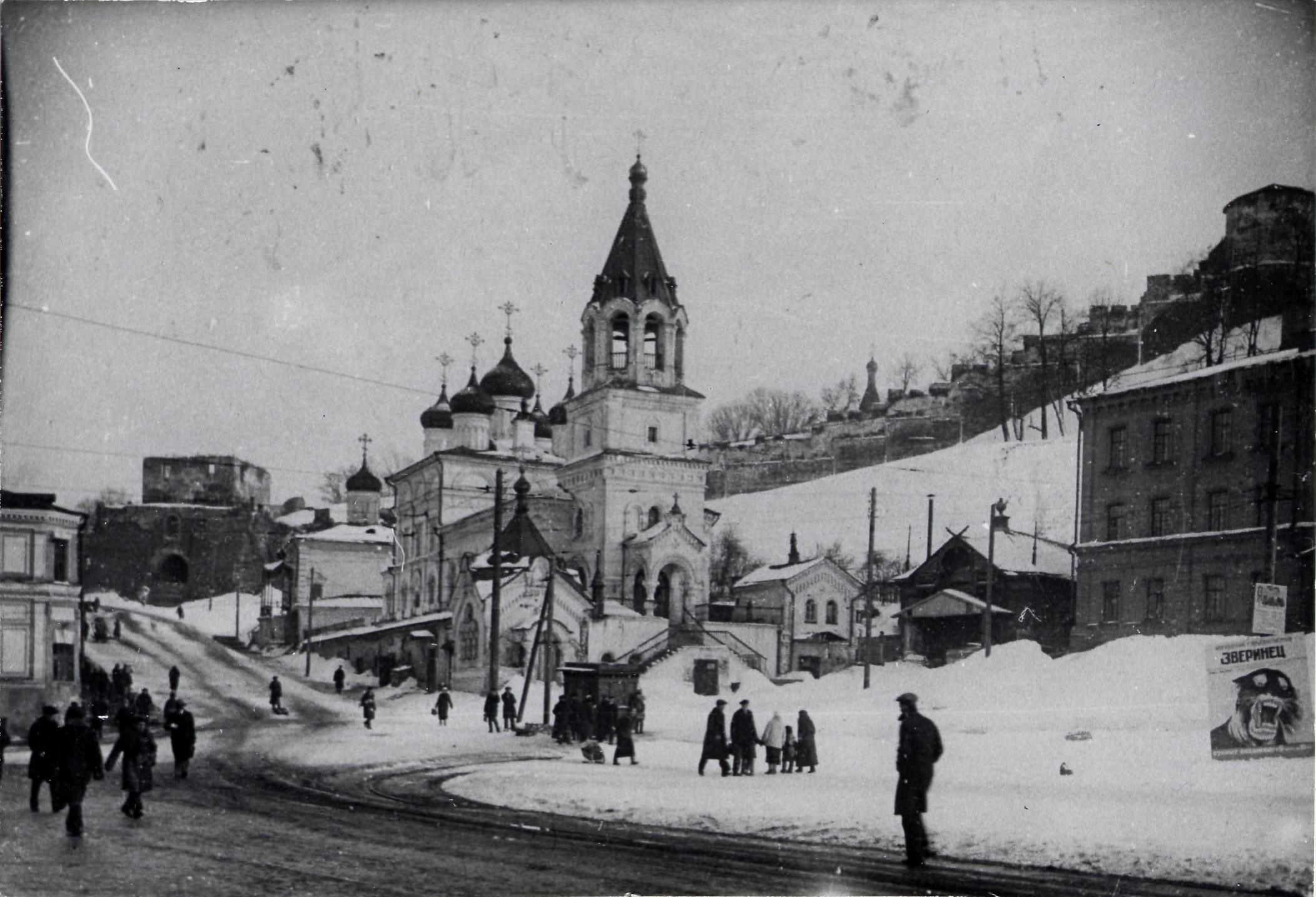
L'église Saint-Jean-Baptiste dans les années 1930.
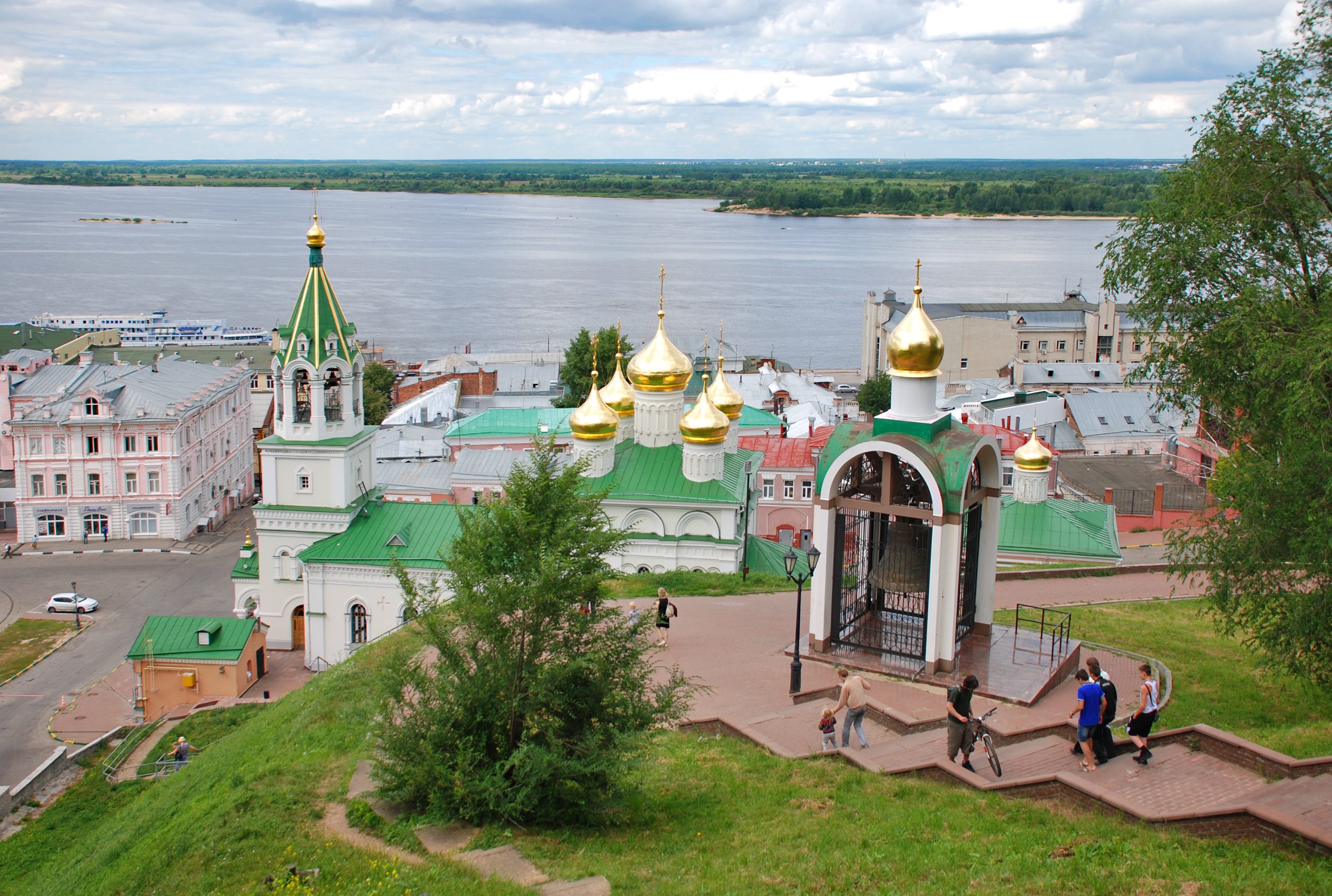
Vue d'ensemble.
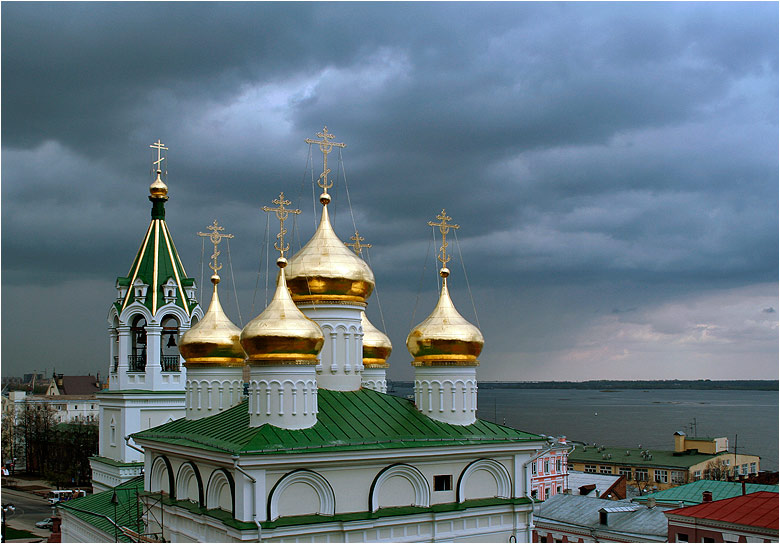
Les coupoles de l'église.
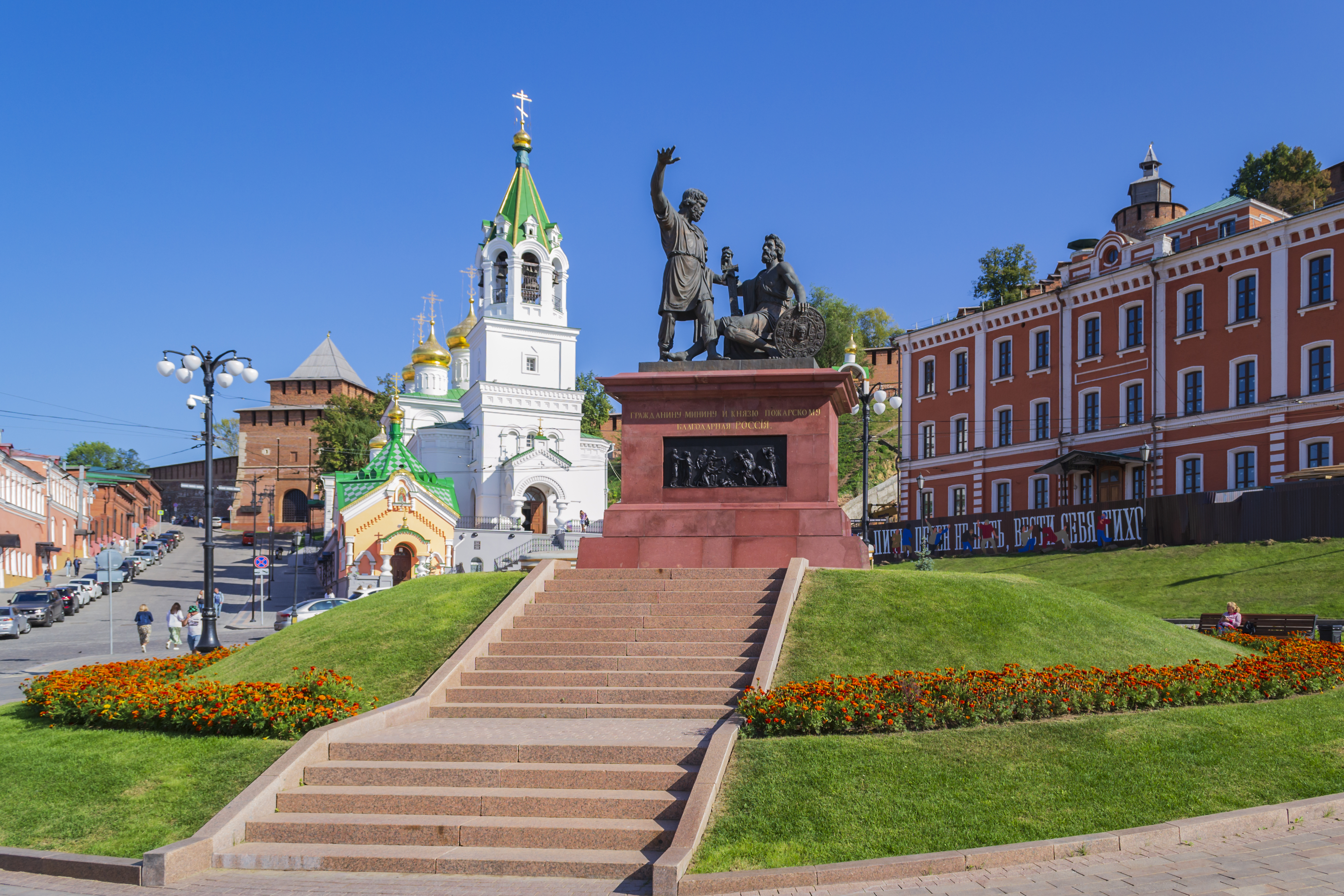
Monument de Minine et Pojarski.